# Nada (1969)
Nada è il primo album della cantante italiana Nada pubblicato nel 1969 dalla RCA Talent.

## Il disco
Dopo il successo ottenuto al Festival di Sanremo 1969 con la canzone Ma che freddo fa, la RCA Italiana decide di far incidere a Nada un intero album, pubblicato da una delle sue sottoetichette, la RCA Talent.
Il disco si apre con una cover di Sauve moi del cantante franco-vietnamita Éric Charden, e racchiude molte altre traduzioni in italiano di brani esteri, come Yellow submarine dei Beatles (tradotta da Mogol).
Il disco contiene inoltre le due canzoni del primo 45 giri della cantante, Les Bicyclettes de Belsize e Per te per me.
Gli arrangiamenti sono curati da Antonio Coggio, e l'orchestra è diretta dallo stesso Coggio (Senza te e Biancaneve) dal maestro Ruggero Cini (Ma che freddo fa, Per te per me, Una rondine bianca e Les Bicyclettes de Belsize) e dal maestro Piero Pintucci (Cuore stanco, Ritornerà vicino a me e Se tu ragazzo mio).
Il tecnico del suono che ha curato le registrazioni è Giorgio Agazzi.
In Dai vieni qui, Una donna sola e Yellow submarine suonano i Pyrañas, mentre in Les Bicyclettes de Belsize cantano i Cantori moderni di Alessandroni.

## Tracce
LATO A
1. Senza te (testo di Paolo Dossena; musica di Gérard Bourgeois, Éric Charden e Jean-Max Rivière) - 3:34
2. Ma che freddo fa (testo di Franco Migliacci; musica di Claudio Mattone) - 3:00
3. Dai vieni qui (testo di Franco Migliacci; musica di George Alexander) - 2:58
4. Cuore stanco (testo di Franco Migliacci; musica di Mauro Lusini e Piero Pintucci) - 2:54
5. Ritornerà vicino a me (testo di Cesare De Natale; musica di Ronnie Lane e Steve Marriott) - 2:50
6. Per te per me (testo di Franco Migliacci; musica di Shel Shapiro) - 3:10

LATO B
1. Biancaneve (testo di Cesare De Natale; musica di Mario Vicari e Cesare De Natale) - 2:25
2. Se tu ragazzo mio (testo di Vittorio Ferri; musica di Gabriella Ferri e Piero Pintucci) - 3:36
3. Una rondine bianca (testo e musica di Claudio Mattone) - 3:15
4. Una donna sola (testo di Daniele Pace; musica di Teddy Randazzo e Victoria Pike) - 2:23
5. Les bicyclettes de Belsize (testo di Misselvia e Rinaldo Prandoni; musica di Les Reed e Barry Mason)- 3:03
6. Yellow submarine (testo di Mogol; musica di John Lennon e Paul McCartney) - 2:25